# Tournoi d'ouverture du championnat d'Argentine de football 1994
Navigation
Tournoi précédent Tournoi suivant
Le tournoi d'ouverture de la saison 1994 du Championnat d'Argentine de football est le premier tournoi semestriel de la 65e édition du championnat de première division en Argentine. Les vingt équipes sont regroupées au sein d'une poule unique où elles affrontent une fois chacun de leurs adversaires. Il n'y a ni promotion, ni relégation à l'issue de ce tournoi.
C'est le River Plate qui remporte le tournoi après avoir terminé -invaincu- en tête du classement final, avec cinq d'avance sur San Lorenzo de Almagro et sept sur Velez Sarsfield. C'est le 26e titre de champion d'Argentine de l'histoire du club.

## Qualifications continentales
Le vainqueur du tournoi Ouverture est qualifié pour la Copa Libertadores 1996.

## Les clubs participants
| \| Buenos Aires La Plata Rosario Córdoba Jujuy Corrientes \| Villes représentées lors de la saison 1994-1995 |
| Buenos Aires La Plata Rosario Córdoba Jujuy Corrientes                                                       |

- Banfield
- Argentinos Juniors
- Gimnasia y Esgrima (La Plata)
- Rosario Central
- Belgrano (Córdoba)
- Boca Juniors
- Ferro Carril Oeste
- Deportivo Español
- Independiente
- Lanús
- Newell's Old Boys (Rosario)
- Platense
- Racing Club
- San Lorenzo de Almagro
- Deportivo Mandiyú (Corrientes)
- Huracán
- River Plate
- Vélez Sársfield
- Gimnasia y Esgrima (Jujuy) - Promu de Primera Nacional B
- Talleres (Córdoba) - Promu de Primera Nacional B

## Compétition
Le barème utilisé pour établir le classement est le suivant :
- Victoire : 2 points
- Match nul : 1 point
- Défaite : 0 point

### Classement
| Rang | Équipe                         | Pts | J  | G  | N  | P  | Bp | Bc | Diff |
| ---- | ------------------------------ | --- | -- | -- | -- | -- | -- | -- | ---- |
| 1    | River Plate                    | 31  | 19 | 12 | 7  | 0  | 31 | 14 | +17  |
| 2    | San Lorenzo de Almagro         | 26  | 19 | 9  | 8  | 2  | 30 | 21 | +9   |
| 3    | Vélez Sársfield                | 24  | 19 | 9  | 6  | 4  | 28 | 16 | +12  |
| 4    | Newell's Old Boys (Rosario)    | 23  | 19 | 7  | 9  | 3  | 22 | 14 | +8   |
| 5    | Argentinos Juniors             | 22  | 19 | 8  | 6  | 5  | 24 | 19 | +5   |
| 6    | Belgrano (Córdoba)             | 21  | 19 | 7  | 7  | 5  | 25 | 18 | +7   |
| 7    | Lanús                          | 21  | 19 | 7  | 7  | 5  | 20 | 24 | -4   |
| 8    | Banfield                       | 20  | 19 | 7  | 6  | 6  | 20 | 15 | +5   |
| 9    | Rosario Central                | 20  | 19 | 7  | 6  | 6  | 22 | 20 | +2   |
| 10   | Gimnasia y Esgrima (La Plata)  | 20  | 19 | 5  | 10 | 4  | 20 | 19 | +1   |
| 11   | IndependienteT                 | 19  | 19 | 7  | 5  | 7  | 29 | 28 | +1   |
| 12   | Racing Club                    | 19  | 19 | 6  | 7  | 6  | 15 | 18 | -3   |
| 13   | Boca Juniors                   | 17  | 19 | 5  | 7  | 7  | 29 | 28 | +1   |
| 14   | Huracán                        | 16  | 19 | 6  | 4  | 9  | 22 | 25 | -3   |
| 15   | Platense                       | 16  | 19 | 5  | 6  | 8  | 19 | 24 | -5   |
| 16   | Ferro Carril Oeste             | 16  | 19 | 5  | 6  | 8  | 21 | 30 | -9   |
| 17   | Gimnasia y Esgrima (Jujuy)P    | 15  | 19 | 6  | 3  | 10 | 13 | 24 | -11  |
| 18   | Deportivo Español              | 12  | 19 | 3  | 6  | 10 | 16 | 26 | -10  |
| 19   | Deportivo Mandiyú (Corrientes) | 11  | 19 | 1  | 9  | 9  | 19 | 31 | -12  |
| 20   | Talleres (Córdoba)P -2         | 9   | 19 | 2  | 7  | 10 | 18 | 29 | -11  |

|  | Qualification directe pour la Copa Libertadores 1996 |
|  | T : Tenant du titre P : Club promu de Primera B      |

## Bilan de la saison
| Championnat d'Argentine de football 1994 |                         |
| Champion                                 | River Plate (26e titre) |
| Qualifications continentales             |                         |
| Copa Libertadores 1996                   | River Plate             |
| Promotions et relégations                |                         |
| Promus en Primeria Division              | Aucun                   |
| Relégués en Segunda Division             | Aucun                   |